# 1175
Il 1175 (MCLXXV in numeri romani) è un anno  del XII secolo.

## Eventi
- 12 aprile - Con la sconfitta del Barbarossa, termina l'assedio di Alessandria, durato oltre cinque mesi.

## Nati
- Al-Zahir, califfo († 1226)
- Agnese di Merania, regina († 1201)
- Alberto I di Sassonia, nobile tedesco († 1260)
- Alessandro di Villedieu, letterato e matematico francese († 1240)
- Iacopo Baldovini, giurista italiano († 1235)
- Cirillo III di Alessandria, vescovo cristiano orientale egiziano († 1243)
- Anna Diogenissa, nobildonna bizantina
- Donnchadh, conte di Carrick, nobile scozzese († 1250)
- Federico I di Babenberg, nobile austriaco († 1198)
- Roberto Grossatesta, teologo, scienziato e vescovo cattolico inglese († 1253)
- Iolanda di Fiandra, imperatrice fiamminga († 1219)
- Margherita d'Ungheria, sovrana ungherese
- Ulrico III di Neuchâtel, nobile svizzero († 1225)
- Ottone IV di Brunswick, sovrano tedesco († 1218)
- Ruggero III di Sicilia, nobile († 1193)
- Franca da Vitalta, religiosa italiana († 1218)

## Morti
- 15 maggio - Mleh d'Armenia, principe
- 25 maggio - Ishoʿyahb V, vescovo cristiano orientale siro
- 20 giugno - Gleb Andreevič, principe russo
- 24 giugno - Sofia di Colfosco, nobildonna italiana
- 1º luglio - Rinaldo di Dunstanville, 1º Conte di Cornovaglia, conte
- 15 agosto - Villano Villani, cardinale e arcivescovo cattolico italiano
- 19 ottobre - Andrea di San Vittore, abate francese
- 13 novembre - Enrico di Francia, arcivescovo cattolico francese (n. 1121)
- Cadell ap Gruffydd, sovrano
- Elia II di Alessandria, arcivescovo ortodosso egiziano
- Manfredo I di Saluzzo, marchese italiano

## Calendario
| Calendario 1175 | Calendario 1175 | Calendario 1175 | Calendario 1175 | Calendario 1175 | Calendario 1175 | Calendario 1175 | Calendario 1175 | Calendario 1175 | Calendario 1175 | Calendario 1175 | Calendario 1175 | Calendario 1175 | Calendario 1175 | Calendario 1175 | Calendario 1175 | Calendario 1175 | Calendario 1175 | Calendario 1175 | Calendario 1175 | Calendario 1175 | Calendario 1175 | Calendario 1175 | Calendario 1175 | Calendario 1175 | Calendario 1175 | Calendario 1175 | Calendario 1175 | Calendario 1175 | Calendario 1175 | Calendario 1175 | Calendario 1175 | Calendario 1175 |
| --------------- | --------------- | --------------- | --------------- | --------------- | --------------- | --------------- | --------------- | --------------- | --------------- | --------------- | --------------- | --------------- | --------------- | --------------- | --------------- | --------------- | --------------- | --------------- | --------------- | --------------- | --------------- | --------------- | --------------- | --------------- | --------------- | --------------- | --------------- | --------------- | --------------- | --------------- | --------------- | --------------- |
|                 | 1               | 2               | 3               | 4               | 5               | 6               | 7               | 8               | 9               | 10              | 11              | 12              | 13              | 14              | 15              | 16              | 17              | 18              | 19              | 20              | 21              | 22              | 23              | 24              | 25              | 26              | 27              | 28              | 29              | 30              | 31              |                 |
| Gennaio         | Me              | Gi              | Ve              | Sa              | Do              | Lu              | Ma              | Me              | Gi              | Ve              | Sa              | Do              | Lu              | Ma              | Me              | Gi              | Ve              | Sa              | Do              | Lu              | Ma              | Me              | Gi              | Ve              | Sa              | Do              | Lu              | Ma              | Me              | Gi              | Ve              |                 |
| Febbraio        | Sa              | Do              | Lu              | Ma              | Me              | Gi              | Ve              | Sa              | Do              | Lu              | Ma              | Me              | Gi              | Ve              | Sa              | Do              | Lu              | Ma              | Me              | Gi              | Ve              | Sa              | Do              | Lu              | Ma              | Me              | Gi              | Ve              |                 |                 |                 |                 |
| Marzo           | Sa              | Do              | Lu              | Ma              | Me              | Gi              | Ve              | Sa              | Do              | Lu              | Ma              | Me              | Gi              | Ve              | Sa              | Do              | Lu              | Ma              | Me              | Gi              | Ve              | Sa              | Do              | Lu              | Ma              | Me              | Gi              | Ve              | Sa              | Do              | Lu              |                 |
| Aprile          | Ma              | Me              | Gi              | Ve              | Sa              | Do              | Lu              | Ma              | Me              | Gi              | Ve              | Sa              | Do              | Lu              | Ma              | Me              | Gi              | Ve              | Sa              | Do              | Lu              | Ma              | Me              | Gi              | Ve              | Sa              | Do              | Lu              | Ma              | Me              |                 |                 |
| Maggio          | Gi              | Ve              | Sa              | Do              | Lu              | Ma              | Me              | Gi              | Ve              | Sa              | Do              | Lu              | Ma              | Me              | Gi              | Ve              | Sa              | Do              | Lu              | Ma              | Me              | Gi              | Ve              | Sa              | Do              | Lu              | Ma              | Me              | Gi              | Ve              | Sa              |                 |
| Giugno          | Do              | Lu              | Ma              | Me              | Gi              | Ve              | Sa              | Do              | Lu              | Ma              | Me              | Gi              | Ve              | Sa              | Do              | Lu              | Ma              | Me              | Gi              | Ve              | Sa              | Do              | Lu              | Ma              | Me              | Gi              | Ve              | Sa              | Do              | Lu              |                 |                 |
| Luglio          | Ma              | Me              | Gi              | Ve              | Sa              | Do              | Lu              | Ma              | Me              | Gi              | Ve              | Sa              | Do              | Lu              | Ma              | Me              | Gi              | Ve              | Sa              | Do              | Lu              | Ma              | Me              | Gi              | Ve              | Sa              | Do              | Lu              | Ma              | Me              | Gi              |                 |
| Agosto          | Ve              | Sa              | Do              | Lu              | Ma              | Me              | Gi              | Ve              | Sa              | Do              | Lu              | Ma              | Me              | Gi              | Ve              | Sa              | Do              | Lu              | Ma              | Me              | Gi              | Ve              | Sa              | Do              | Lu              | Ma              | Me              | Gi              | Ve              | Sa              | Do              |                 |
| Settembre       | Lu              | Ma              | Me              | Gi              | Ve              | Sa              | Do              | Lu              | Ma              | Me              | Gi              | Ve              | Sa              | Do              | Lu              | Ma              | Me              | Gi              | Ve              | Sa              | Do              | Lu              | Ma              | Me              | Gi              | Ve              | Sa              | Do              | Lu              | Ma              |                 |                 |
| Ottobre         | Me              | Gi              | Ve              | Sa              | Do              | Lu              | Ma              | Me              | Gi              | Ve              | Sa              | Do              | Lu              | Ma              | Me              | Gi              | Ve              | Sa              | Do              | Lu              | Ma              | Me              | Gi              | Ve              | Sa              | Do              | Lu              | Ma              | Me              | Gi              | Ve              |                 |
| Novembre        | Sa              | Do              | Lu              | Ma              | Me              | Gi              | Ve              | Sa              | Do              | Lu              | Ma              | Me              | Gi              | Ve              | Sa              | Do              | Lu              | Ma              | Me              | Gi              | Ve              | Sa              | Do              | Lu              | Ma              | Me              | Gi              | Ve              | Sa              | Do              |                 |                 |
| Dicembre        | Lu              | Ma              | Me              | Gi              | Ve              | Sa              | Do              | Lu              | Ma              | Me              | Gi              | Ve              | Sa              | Do              | Lu              | Ma              | Me              | Gi              | Ve              | Sa              | Do              | Lu              | Ma              | Me              | Gi              | Ve              | Sa              | Do              | Lu              | Ma              | Me              |                 |